# Evaristo Gil
Evaristo Gil López, (Montiel, Ciudad Real, 1 de mayo de 1893-Guadarrama (Madrid), 16 de noviembre de 1936) panadero de profesión, fue un dirigente socialista y más adelante uno de los fundadores del Partido Comunista de España (PCE), dirigente del Sindicato de Artes Blancas de la Unión General de Trabajadores (UGT) y comandante de la Compañía de Artes Blancas del 5º Regimiento en la guerra civil española.

## Del PSOE a la fundación del PCE
Evaristo Gil fue secretario de las Juventudes Socialistas de Puente de Vallecas en 1914. Activo militante socialista, durante la Huelga General de 1917 se encontraba haciendo el servicio militar, donde conoció a Ramón Arronte Girón, el mejor amigo que tuvo en su vida militar. Gracias a su influencia, Arronte se convirtió en el encargado de la defensa del Comité de Huelga de 1917 del que formaban parte Largo Caballero, Saborit, Besteiro y Anguiano, entre otros. En 1920 preside el acto de campaña del PSOE para diputados a las Cortes como vicepresidente de la Agrupación Socialista de Madrid, en el que intervienen Largo Caballero, Indalecio Prieto y Besteiro.
Después de la revolución Rusa se produjo una escisión de la Federación de Juventudes Socialistas en 1920 que da origen al Partido Comunista Español. Evaristo Gil es elegido entonces presidente del Comité Provisional de las Juventudes Socialistas, organización que pese a todo siguió manifestando su simpatía a la Internacional Comunista. Participa en el I y II Congreso Extraordinario del PSOE como delegado de Puente de Vallecas y Herrera (Sevilla) en los que defiende la posición partidaria de la adhesión del PSOE a la Tercera Internacional.
Al quedar en minoría las posiciones terceristas, fue uno de los fundadores del Partido Comunista Obrero Español (PCOE) junto a Virginia González Polo, Antonio García Quejido, Daniel Anguiano, Eduardo Torralba Beci, Manuel Núñez de Arenas, y Luis Mancebo. En 1921 formó parte de la delegación del PCOE enviada al III Congreso de la Komintern en Moscú donde se impulsó la fusión entre el PCOE y el Partido Comunista Español, dando como resultado el nacimiento del Partido Comunista de España (PCE), único referente de la Internacional Comunista en nuestro país.

## Sindicato de Obreros de las Artes Blancas y Alimenticias (SAB)
Miembro del Sindicato de las Artes Blancas de la UGT desde su fundación, ocupó cargos de dirección desde 1922. En 1930 fue elegido vicepresidente del Sindicato de las Artes Blancas y Alimenticias de Madrid. Durante este tiempo también fue presidente de la Sección de Pan Francés del SAB. Perteneció a la Oposición Sindical Revolucionaria (OSR) del Sindicato vinculada a la Internacional Sindical Roja y al PCE. Presentó su candidatura en 1933 a Secretario General del SAB obteniendo 821 votos frente a los 1.564 de Rafael Henche (del PSOE), el que fue posteriormente último alcalde republicano de Madrid hasta 1939.

## Del Comité Mundial contra la Guerra y el Fascismo al 5º Regimiento
En 1933 participa en la fundación del Comité Mundial contra la Guerra y el Fascismo celebrada en la sala Pleyel de París, formando parte del Comité Nacional del Frente Antifascista junto a Wenceslao Roces y Dolores Ibárruri, entre otros. Partidario del Frente Popular, interviene como miembro del PCE en varios mítines junto a destacados dirigentes socialistas como Luis Jiménez de Asúa, y republicanos como Mariano Ruiz Funes. Perseguido y encarcelado especialmente durante el Bienio Negro, participó en actos y actividades antifascistas en el ámbito político y cultural junto a Rafael Alberti, Eduardo Ortega y Gasset, Victoria Kent o Vicente Uribe.
En 1936, al estallar la guerra civil española, formó un grupo de milicianos de Artes Blancas que combatió en Alcalá de Henares y Guadalajara, convirtiéndose más adelante en la Compañía de Artes Blancas del 5º Regimiento. Desde este momento y hasta su muerte Evaristo Gil será su comandante. Acordó el traslado de la Compañía al Frente de Guadarrama en el mes de septiembre. En estas fechas continúa su activismo político, compaginando la lucha en el frente con los actos políticos como miembro del Comité Central del PCE. Cae el 16 de noviembre de 1936 en la Defensa de Madrid como comandante de la Compañía de Artes Blancas, más tarde 4º Batallón de la 31.ª Brigada Mixta del Ejército Popular de la República.